# Elmisaurus
Elmisaurus byl rod teropodního oviraptorosaurního dinosaura, žijícího na území Asie a Severní Ameriky v období pozdní křídy (asi před 75 až 66 miliony let). Formálně byl popsán polskou paleontoložkou Halszkou Osmólskou v roce 1981 na základě fosilií ze souvrství Nemegt.

## Popis
Z celé jeho kostry se do současnosti zachovaly pouze části předních a zadních končetin tohoto dinosaura. Jeho délka činila jen kolem 1 až 2 metrů a hmotnost dosahovala asi 4,5 kilogramu, patřil tedy k menším dinosaurům.

## Klasifikace
Typový druh E. rarus byl popsán polskou paleontoložkou Halszkou Osmólskou v roce 1981. Další druh E. elegans ze Severní Ameriky byl popsán již roku 1933 Williamem Parkem jako jedinec rodu Ornithomimus, v roce 1989 byl však překlasifikován do nového rodu. Vzhledem ke špatnému stavu fosilií i velké geografické vzdálenosti mezi oběma druhy je však jejich spojení poněkud pochybné. Je také možné, že druh E. elegans je pouze mladším synonymem druhu Chirostenotes pergracilis. Mezi nejbližší příbuzné tohoto dinosaura patří kanadský rod Citipes a americký rod Eoneophron.
Podle odborné práce z roku 2021 je tento rod platný a spadá do něj i fosilní materiál, označovaný jako Nomingia.
Podobný teropod byl objeven také v sedimentech geologického souvrství Bostobe na území Kazachstánu.